# اوتو بولدون
اوتو بولدون (انگلیسی: Ato Boldon؛ زادهٔ ۳۰ دسامبر ۱۹۷۳) یک دونده، سیاست‌مدار، و ورزشکار دو و میدانی اهل ترینیداد و توباگو است. وی در مسابقات بین‌المللی در مجموع برندهٔ ۷ مدال طلا، ۴ مدال نقره، ۵ مدال برنز شده‌است.